# Ceroplesis hintzi
Ceroplesis hintzi là một loài bọ cánh cứng trong họ Cerambycidae.